# Вулиця Чорновола (Івано-Франківськ)
Вулиця Чорновола — вулиця в Івано-Франківську, що веде від вул. Січових Стрільців до аеропорту. Початок вулиці знаходиться на півдні центральної частини міста та простягається на околицю міста — летовище.
Давня вулиця міста, створена у XVIII ст.

## Історія
Історична назва — Середня, через своє розташування між чотирма вулицями, які беруть початок від вулиці Січових Стрільців. Колись вела на виїзд до села Радча, але при побудові поляками летовища в 1930-х роках стала тупиковою. Летовище відкрили в 1937 році. У радянські часи його значно розширили та «розвернули» вхід із вулиці Дадугіна (нині — вулиці Євгена Коновальця).
У 1884 р. була названа на честь ім'я Аґенора Ґолуховського — графа, намісника Галичини. Дальня частина вулиці (від теперішнього стадіону «Рух») у 1936 році названа ім'ям президента Мосцицького. У часи ЗУНР перейменована на Богдана Хмельницького. За часів радянської влади вулиця одержала ім'я російського поета Олександра Пушкіна.
Теперішню назву вулиця отримала після трагічної загибелі в автокатастрофі українського політичного діяча В'ячеслава Чорновола (1937—1999). Він багато разів бував в Івано-Франківську, востаннє за два тижні до загибелі — у березні 1999 року.
Під час німецької окупації в роки Другої світової війни вулиця мала назву Ґерінґа. У ніч з 30 на 31 березня 1944 року, під час свого невдалого рейду, по цій вулиці з півдня вривались радянські танки. Вже на під'їзді до поштамту танк Т-34 німці підбили. Там загинув екіпаж Д. Сірика,— посмертного Героя Радянського Союзу.

## Будівлі
№ 9. Пам'ятка архітектури.

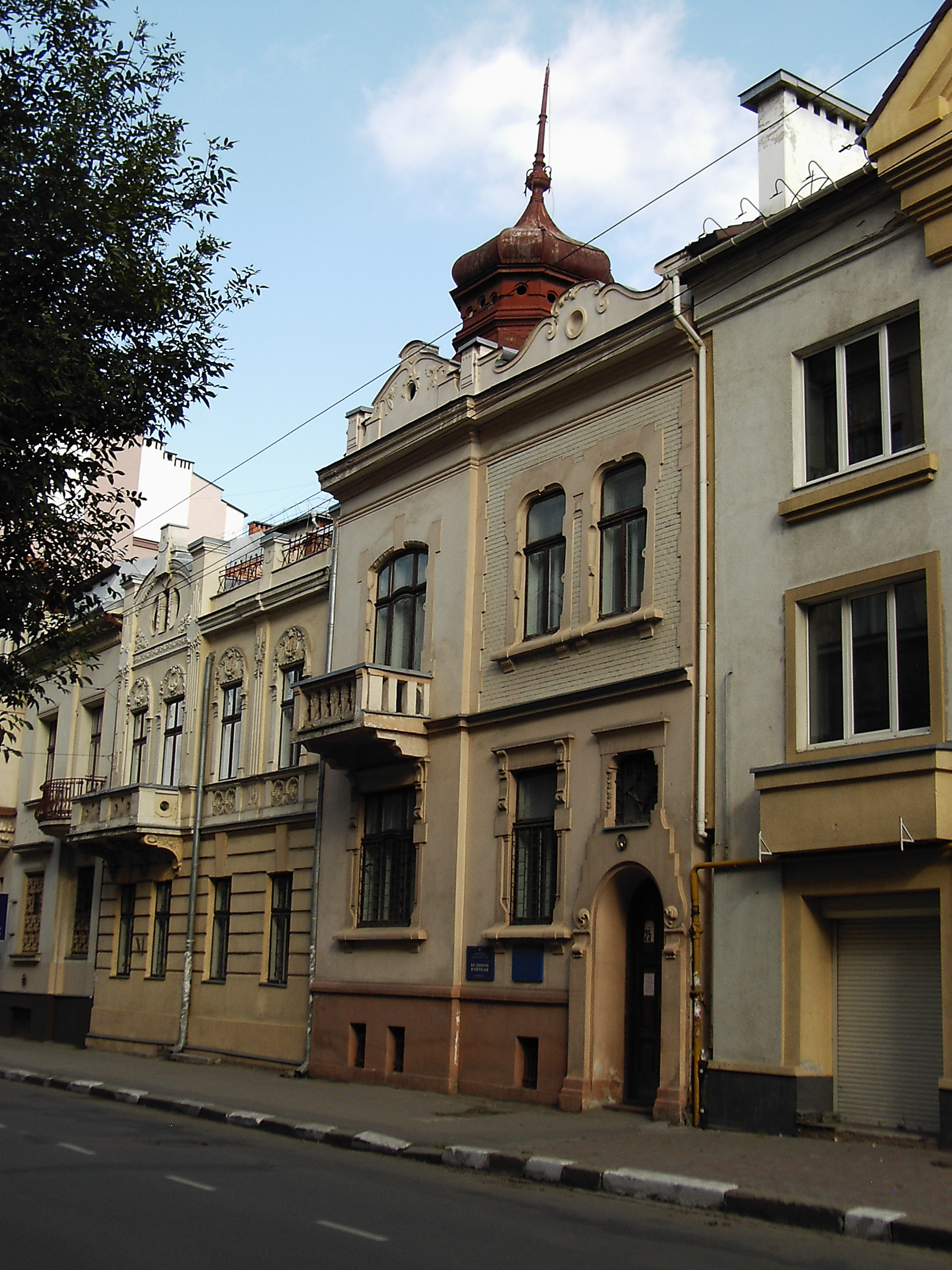
Вулиця Чорновола, 25

(1840) Військова прокуратура. Це колишня бурса Святого Миколая (заснована 1878 р.),— перший місті культурно-суспільний заклад. Тут знаходилася редакція першого українського журналу «Денниця» (1880—1883) та кілька років жив майбутній ідеолог січового стрілецтва Дмитро Вітовський, тоді ще гімназист.
№ 22. Пам'ятка архітектури.

(1913) Івано-Франківська обласна універсальна наукова бібліотека ім. І. Франка, колишній «Народний дім».
№ 25. 

Івано-Франківська державна дитяча художня школа та Будинок вчителя Управління освіти і науки (станом на 2015 рік).
№ 28. Кам'яниця Карла Вайнґартена - дохідний будинок,  створений у 1912 році єврейським підприємцем, доктором права та адвокатом Карлом Вайнґартеном.
№ 44. 

(1913) Міська дитяча лікарня, діє з кінця 1980-х. До цього тут розташовувався привілейований лікувальний заклад для радянського партійного апарату,— обласна лікувальна комісія (ОЛК).
№ 49. 

(1913) Пологовий будинок. На цьому місці знаходився монастир редемптористів (1927—1946).
№ 119а. Пам'ятка архітектури.

(1883) Військова частина, колишня в'язниця «Діброва». У 1911 р. з відтіля втік студент Мирослав Січинський, засуджений на 20 років за вбивство намісника Галичини Анджея Потоцького. За допомогою друзів Січинський покинув в'язницю, переодягнувшись у форму наглядача.

№122
(1930-ті) Будинок польського різника та торговця м'ясом, про що свідчать написи, виявлені на стіні будівлі. З приходом радянської влади в 1939 р. тут деякий час знаходилась пожежна частина. Зараз будівля є приватною власністю родини Рєзніків, перший поверх зайнятий комерційними приміщеннями, решту займає "Простір освіти "Невгамовні"

## Галерея

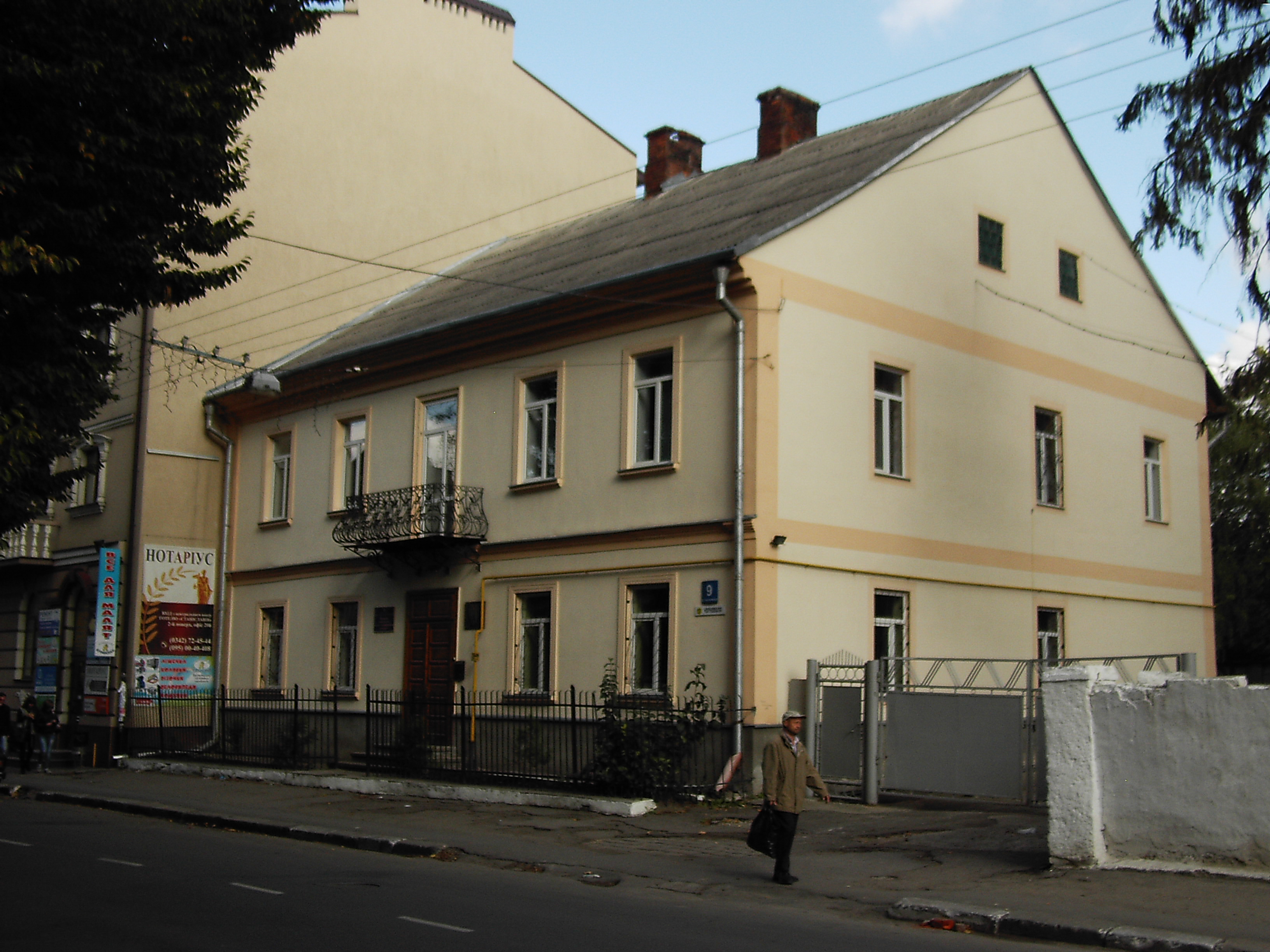
Будинок № 9
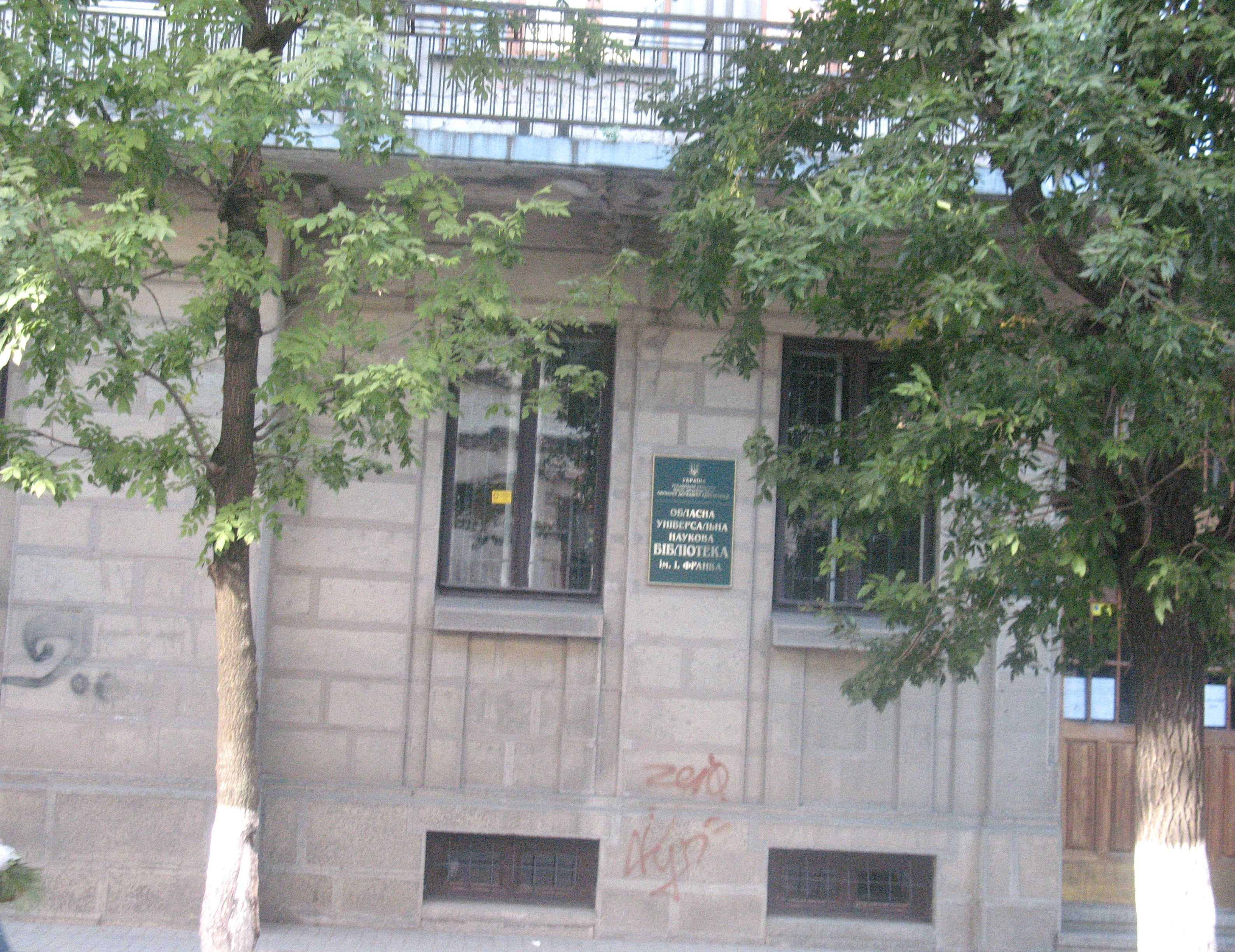
Будинок № 22, бібліотека імені Франка
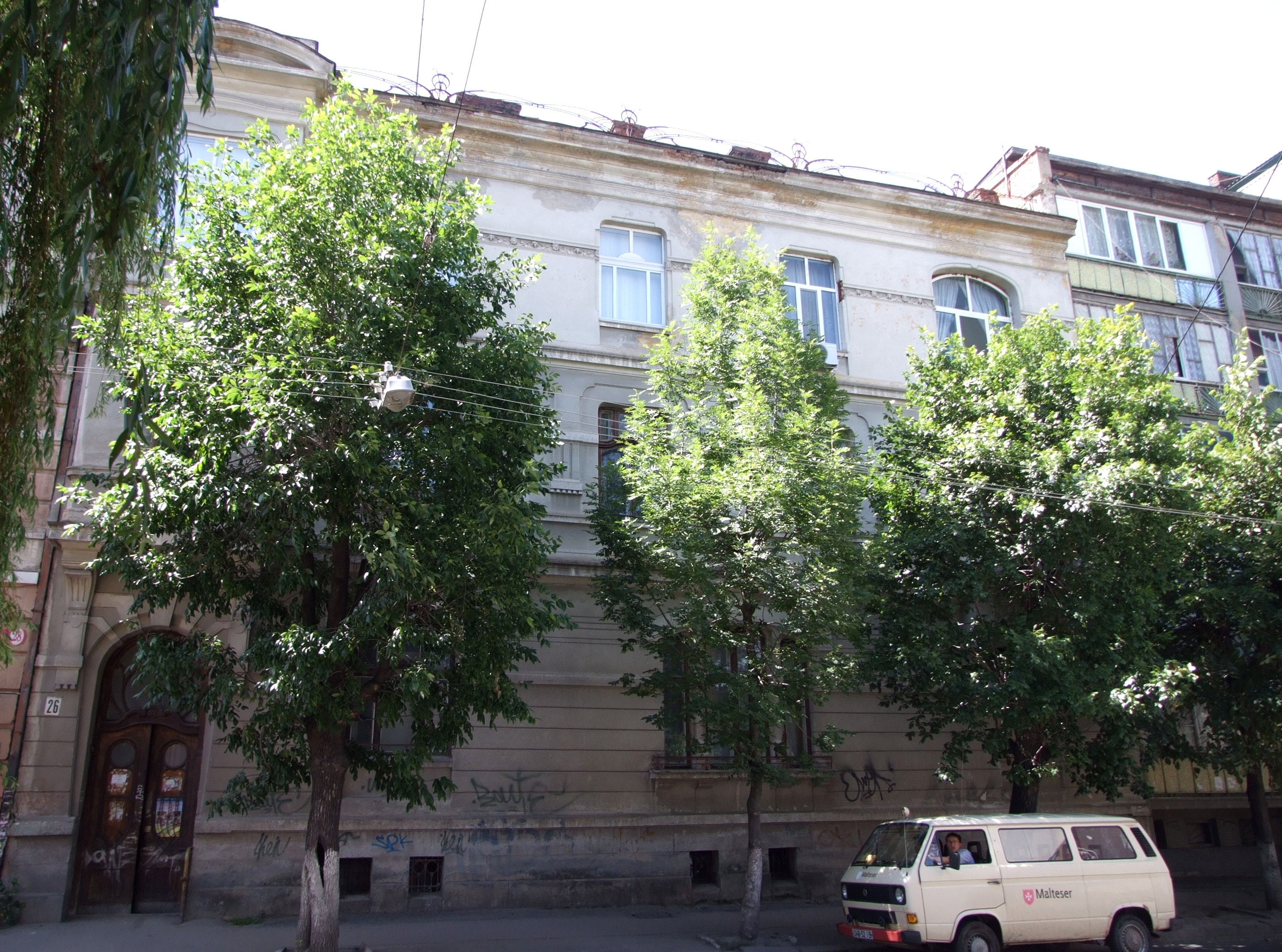
Будинок № 26
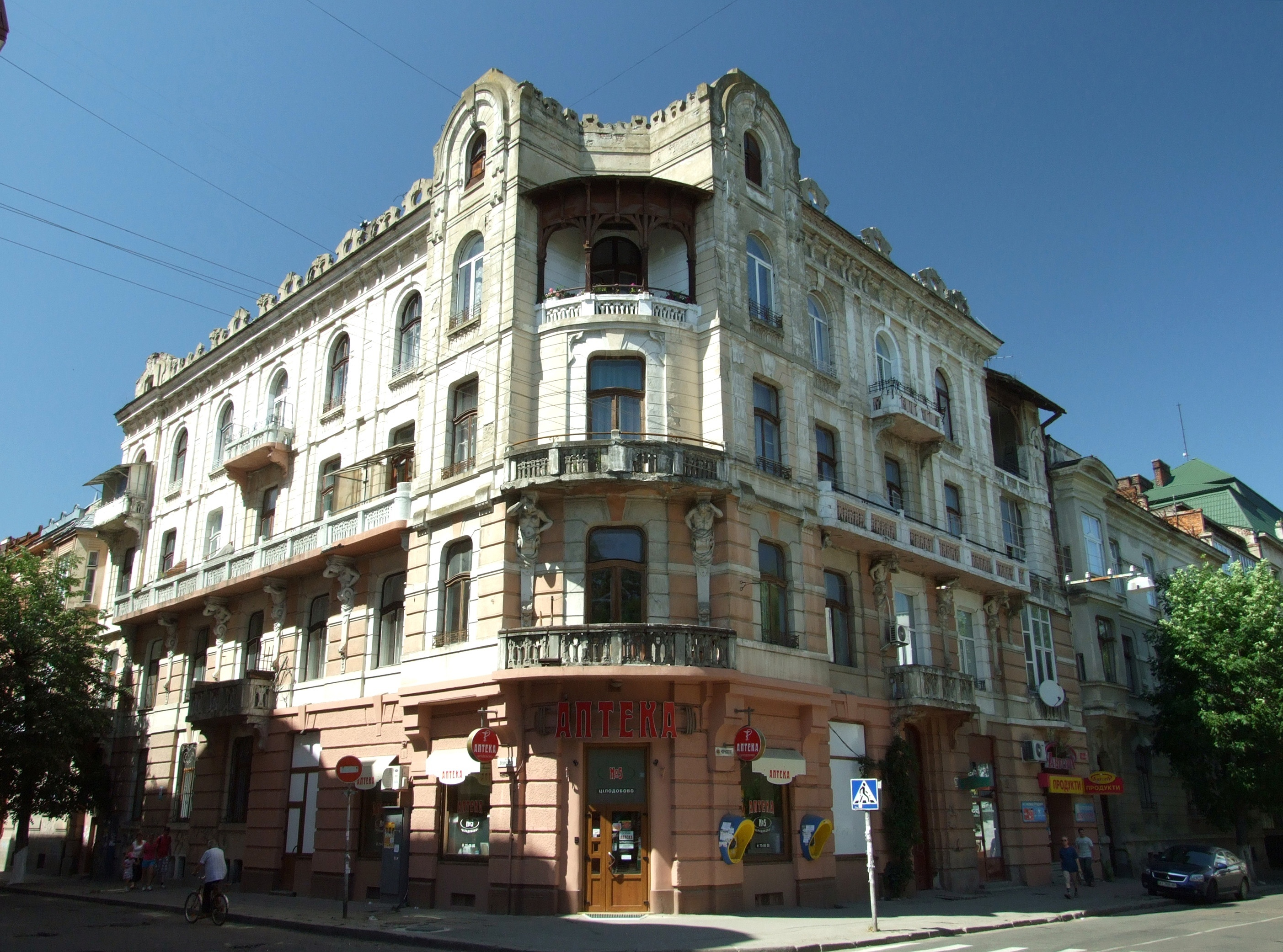
Будинок № 28
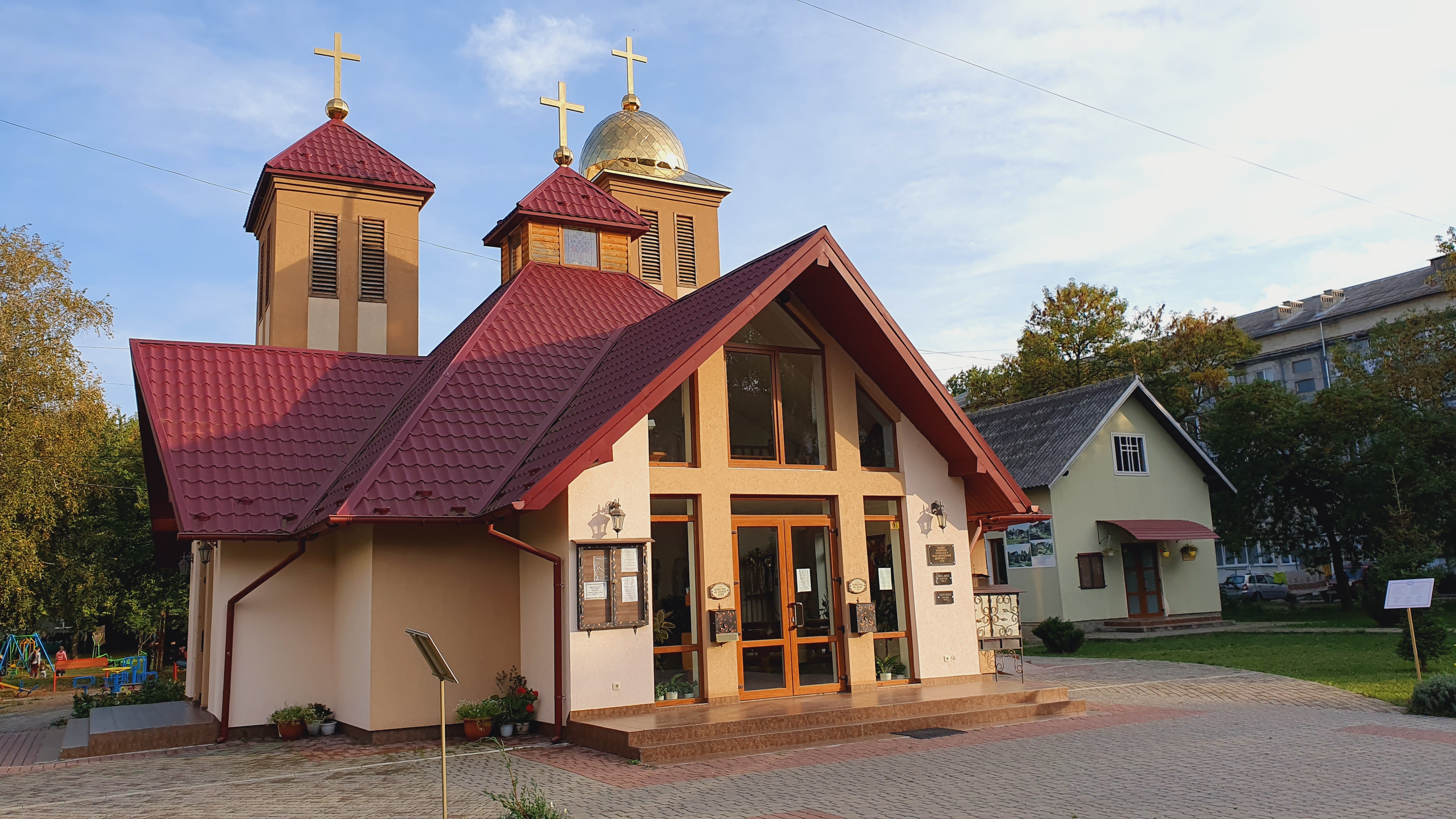
Будинок № 136а (Церква Вознесіння Господнього)
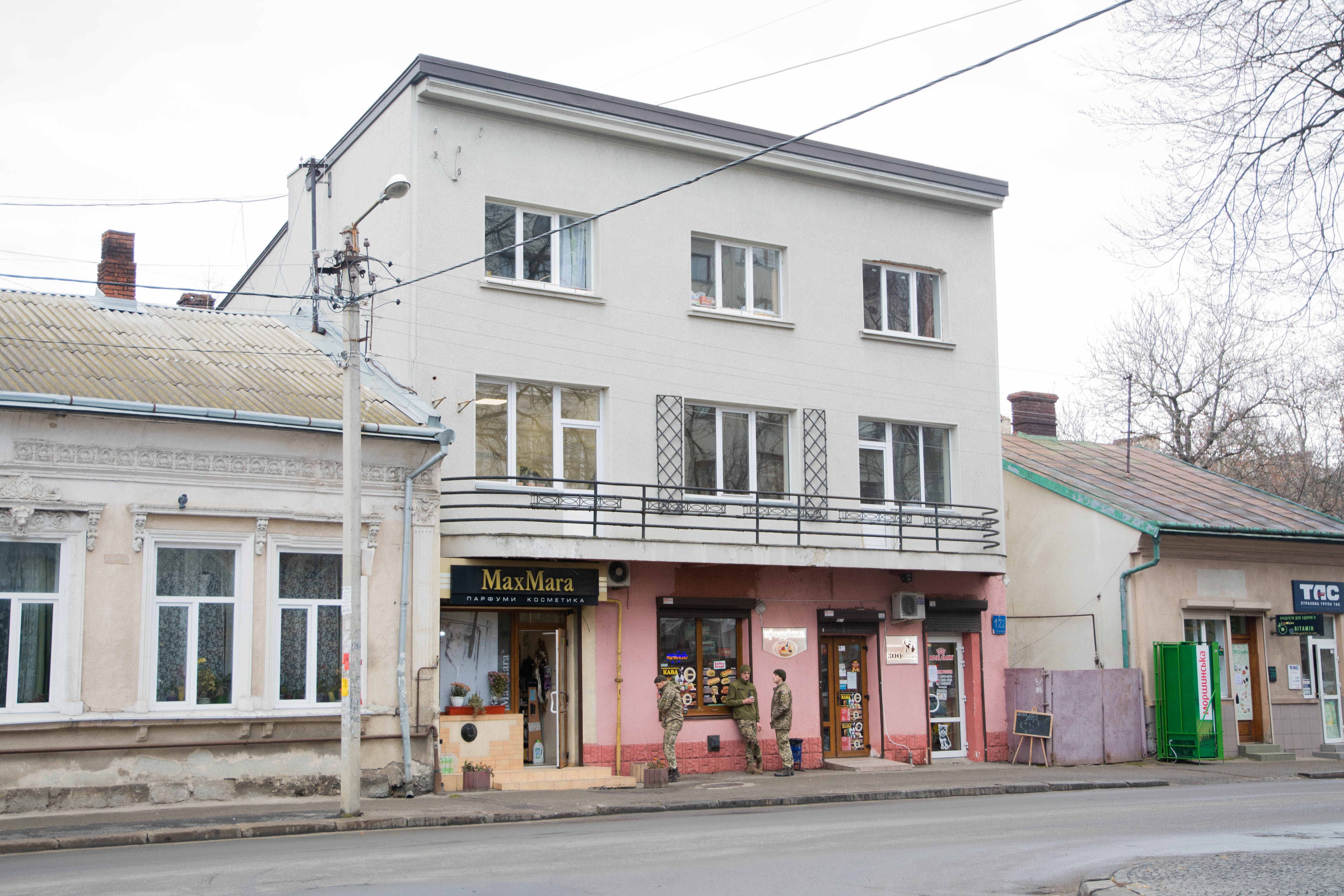
Вулиця Чорновола, 122